# Allozetes translamellatus
Allozetes translamellatus är en kvalsterart som beskrevs av Hammer 1973. Allozetes translamellatus ingår i släktet Allozetes och familjen Austrachipteriidae. Inga underarter finns listade i Catalogue of Life.